# Сафиуллин, Наиль Хамитович
Наиль Хамитович Сафиуллин (род. 1948) — Начальник cлужбы безопасности АО «Татсоцбанк», заместитель министра внутренних дел по Республике Татарстан (1988—1993), начальник Казанского юридического института МВД РФ (1993—2008).

## Биография
Родился 23 сентября 1948 г. в Казани.
В 1964 году свою трудовую деятельность начал слесарем-сборщиком на оборонном заводе.
Окончил факультет автостроения Казанский авиационный институт в 1976 году. После работал инженером-конструктором в конструкторском бюро Казанского моторостроительного завода «Союз». Также окончил Академию МВД СССР в 1986 году.
C 1976 по 1978 гг. работал инженером в конструкторском бюро оборонного завода.
С 1978 по 1988 гг. — госавтоинспектор, старший госавтоинспектор, заместитель начальника отдела ГАИ ТАССР.
С 1988 по 1993 гг. занимал посты заместителя министра, первого заместителя министра внутренних дел РТ.
C 1993 по 1999 гг. — начальник Казанского филиала Юридического института МВД РФ.
С 1999 г. занимал должность начальника Казанского юридического института МВД РФ, Указом Президента РФ от 3 октября 2008 г. освобожден от этой должности.
14 июня 2000 года Указом Президента России присвоено звание генерал-майор милиции.
Член Совета ректоров вузов РТ, член Коллегии МВД РТ, член Совета безопасности РТ.
Заслуженный юрист РТ, Заслуженный юрист органов внутренних дел РФ, Почетный сотрудник МВД РФ.
Автор более 60 научных и методических работ.
Награждён медалями ордена «За заслуги перед Отечеством» I и II степени, медалью «За отличие в охране общественного порядка», региональными и ведомственными наградами.
Женат, имеет двоих сыновей.

## Награды
- Медаль ордена «За заслуги перед Отечеством»
- Медаль «За отличие в охране общественного порядка»